# Sébastien Labayen
Sébastien Labayen (8 aprile 1974) è un allenatore di calcio ed ex calciatore francese nato a Tahiti, di ruolo centrocampista, tecnico del Tefana.

## Carriera
Con il Tefana ha giocato 5 partite nella OFC Champions League 2010-2011 e 7 partite nell'edizione successiva.